# Bistrica (Kokra)
Bistrica je gorski potok, ki izvira na južnih pobočjih gore Zaplata in teče skozi naselje Preddvor, kjer je zajezena in ustvarja umetno jezero Črnava. Nedaleč od jezera se kot desni pritok izliva v reko Kokro.